# Guido Seeber
Guido Seeber, né le 22 juin 1879 à Chemnitz et mort le 2 juillet 1940  à Berlin, est un directeur de la photographie et un des pionniers du cinéma allemand.

## Biographie
Le père de Guido Seeber étant photographe, il a été en contact avec la photographie depuis son plus jeune âge. À l'été 1896, il a vu les premiers films des frères Lumière et a été fasciné par cette nouvelle technologie. Il a acheté une caméra et s'est consacré au développement de la cinématographie et des films sonores.
Il est devenu en 1908 le directeur technique de la société Deutsche Bioscop film et il a réalisé son premier film en 1909. Avec son travail de directeur de la photographie, il a jeté les bases d'un métier du cinéma que les trois grands opérateurs du cinéma muet allemand, Karl Freund, Carl Hoffmann et Fritz Arno Wagner, ont perfectionné par la suite.
Dans son travail, il a développé plusieurs techniques d'effets spéciaux et il a su merveilleusement jouer des effets de perspective et des contrastes entre l'ombre et la lumière. Il a notamment réalisé des plans importants pour la première version de L'Étudiant de Prague (1913), qui fut un des premiers films marquants de l'histoire du cinéma allemand, et des prises de vue mobiles pour La Nuit de la Saint-Sylvestre de Lupu Pick, dans lesquelles on a pu voir l'anticipation de la « caméra déchaînée » utilisée par Friedrich Wilhelm Murnau pour Le Dernier des hommes (1924).
Seeber a continué à travailler à l'avènement du parlant, mais son travail a connu dès lors un certain déclin. Un accident vasculaire cérébral, survenu en 1932, l'a empêché de continuer son activité d'opérateur. Il est resté néanmoins dans le milieu du cinéma en prenant en charge, en 1935, la gestion du service d'animation de la UFA et en publiant plusieurs livres pour les cinéastes amateurs.

## Filmographie

### Comme directeur de la photographie
- 1909 : Prosit Neujahr 1910!
- 1910 : Rehabilitiert
- 1910 : Gräfin Ankarström
- 1910 : Schuld und Sühne
- 1911 : Der Sieg des Hosenrocks
- 1911 : Heißes Blut
- 1911 : Nachtfalter
- 1911 : Im großen Augenblick
- 1911 : Sorte drøm, Den
- 1911 : Sündige Liebe
- 1911 : Der Fremde Vogel
- 1912 : Die arme Jenny
- 1912 : Das Geheimnis von Monte Carlo
- 1912 : Das Mädchen ohne Vaterland
- 1913 : Der Verführte
- 1913 : L'Étudiant de Prague (Der Student von Prag)
- 1913 : Die Suffragette d'Urban Gad
- 1913 : Die Filmprimadonna
- 1913 : Die Augen des Ole Brandis
- 1914 : La Maison sans porte (Das Haus ohne Tür)
- 1914 : Die Goldene Fliege
- 1914 : Das Feuer
- 1914 : Die Ewige Nacht
- 1914 : Engeleins Hochzeit
- 1914 : Engelein
- 1914 : Kadra Sâfa
- 1914 : Das Kind ruft
- 1914 : Evinrude
- 1914 : Zapatas Bande
- 1914 : Ein Sommernachtstraum in unserer Zeit
- 1914 : Bedingung - Kein Anhang!
- 1914 : Erlkönigs Töchter
- 1915 : Vordertreppe - Hintertreppe
- 1915 : Le Golem (Der Golem)
- 1919 : Alraune und der Golem
- 1920 : Le Golem (Der Golem, wie er in die Welt kam)
- 1920 : Das wandernde Bild
- 1921 : Tobias Buntschuh - Das Drama eines Einsamen
- 1921 : Hochstapler
- 1921 : Trick-Track
- 1922 : Fridericus Rex
- 1923 : Alt Heidelberg
- 1923 : Guillaume Tell
- 1923 : Adam und Eva
- 1924 : La Nuit de la Saint-Sylvestre (Sylvester)
- 1924 : Der Klabautermann
- 1924 : Garragan
- 1924 : Comtesse Donelli (Gräfin Donelli)
- 1925 : KIPHO
- 1925 : Die vom Niederrhein, 2. Teil
- 1925 : Ein Sommernachtstraum
- 1925 : Lebende Buddhas
- 1925 : La Rue sans joie (Die Freudlose Gasse)
- 1925 : Die vom Niederrhein
- 1926 : Le Cas du professeur Mathias (Geheimnisse einer Seele)
- 1926 : On ne badine pas avec l'amour (Man spielt nicht mit der Liebe)
- 1927 : La Tragédie de la rue (Dirnentragödie)
- 1927 : Ehekonflikte
- 1927 : Ein Rheinisches Mädchen beim rheinischen Wein
- 1927 : Das Heiratsnest
- 1927 : Kleinstadtsünder
- 1927 : Liebesreigen
- 1927 : Ein Mädel aus dem Volke
- 1927 : Wochenendzauber
- 1927 : L'Étudiant pauvre (Der Bettelstudent)
- 1928 : Schenk mir das Leben
- 1928 : Mein Freund Harry
- 1928 : Dragonerliebchen
- 1928 : Der Unüberwindliche
- 1928 : Robert und Bertram
- 1928 : Das Spiel mit der Liebe
- 1928 : Der Moderne Casanova
- 1928 : Der Faschingsprinz
- 1929 : Liebe im Schnee
- 1929 : Tempo! Tempo!
- 1929 : Die Zirkusprinzessin
- 1929 : Das Närrische Glück
- 1929 : Großstadtjugend
- 1929 : Der Schwarze Domino
- 1929 : Es flüstert die Nacht
- 1929 : Die Fidele Herrenpartie
- 1929 : Die Konkurrenz platzt
- 1930 : Le Roi du Danube (Donauwalzer)
- 1930 : Die Jagd nach der Million
- 1930 : Fundvogel
- 1930 : Die Lustigen Musikanten
- 1931 : Kasernenzauber
- 1931 : L'Étudiant pauvre (Der Bettelstudent)
- 1931 : Tempête dans un verre d'eau (Die Blumenfrau von Lindenau)
- 1931 : Die Frau von der man spricht
- 1931 : Reserve hat Ruh
- 1932 : Aafa-Kunterbunt III
- 1932 : Lügen auf Rügen
- 1932 : Drei von der Stempelstelle
- 1932 : Zwei glückliche Tage
- 1933 : Variete Nummer 7
- 1933 : Zwei gute Kameraden
- 1933 : Die Fahrt ins Grüne
- 1933 : Das Tankmädel
- 1933 : Die vom Niederrhein
- 1934 : Ein Mädchen mit Prokura (en)
- 1935 : Nur nicht weich werden, Susanne! - Eine Groteske aus vergangener Zeit
- 1936 : Ewiger Wald

### Comme réalisateur
- 1909 : Prosit Neujahr 1910!
- 1910 : Die Geheimnisvolle Streichholzdose
- 1912 : Der Nähkasten
- 1925 : Film